# Hoanib
Der Hoanib ist einer der 12 ephemeren Trockenflüsse im Westen Namibias, wo er die Grenze zwischen nördlichem Damaraland und dem Kaokoveld bildet. Seine Länge beträgt 270 km. Mit der dünnen Besiedlungsdichte, dem Oasencharakter des Flusstals und dem relativ hohen Wildbestand stellt der Honaib zusammen mit dem Hoarusib eine der letzten echten Wildnisse in Namibia dar. Das Flusstal des Hoanib gilt als eines der letzten Siedlungsgebiete der Wüstenelefanten und weist starke wind- und wassererodierte und verwitterte Steinablagerungen auf (bis zu 10 m Höhe). Zuflüsse des Hoanib sind Ombonde, Ganamub, Mudorib und Tsuxab.

## Hydrologie
Das Einzugsgebiet des Hoanib umfasst 15.761 km² und reicht von der Westküste bis Ojiovasando und den Schwarzen Kuppen im Landesinneren, es schließt auch die an Quellen reiche Region um Sesfontein, Warmquelle und die Khowarib-Schlucht mit ein. Der höchste Punkt des Einzugsgebiets liegt auf 1800 m.
Die Niederschläge im Einzugsgebiet sind sporadisch und variieren von 0 mm/a im Westen bis zu 325 mm im Nordosten des Einzugsgebiets. Der Flächenanteil mit weniger als 100 mm/a beträgt 71 %, nur auf 12 % der Einzugsgebietsfläche liegt der Jahresniederschlag über 300 mm. Der Hoanib kommt nur alle paar Jahre bei starken Regenfällen im Hinterland des Einzugsgebiets an, dann allerdings kann die Flut mehrere Meter hoch sein und über mehrere Tage anhalten. Nicht immer, aber in den letzten Jahren wieder häufiger, erreicht das Wasser auch die Mündung in den Atlantik. Ein großer Teil des Wassers versickert und trägt zu einem größeren, dicht unter der Oberfläche liegenden Grundwasserkörper bei, aus dem an einigen Stellen im Flussbett auch in trockenen Jahren Grundwasser austritt. Die sich bei anstehendem Grundwasser häufig bildenden Salzausblühungen werden von zahlreichen Antilopen als Salzlecken benutzt. In trockenen Zeiten graben die im Hoanib lebenden Wüstenelefanten metertiefe Löcher, um an das oberflächennahe Grundwasser zu gelangen.

## Vegetation und Fauna
Die Vegetation des Einzugsgebiets umfasst überwiegend Mopanesavanne (87 %) sowie nördliche Namib mit 13 %. Im Bereich der Galeriewälder finden sich zum Teil größere Bestände von Anabäumen (Faidherbia albida), Leadwood (Combretum imberbe), Mopane (Colophospermum mopane), Kameldorn (Acacia erioloba) sowie Salvadora und Euclea. Insbesondere nach dem Abkommen und im Bereich der Feuchtgebiete finden sich größere, oft meterhohe Bestände an Sauergräsern und Schilf.
Mit seinen Galeriewäldern und den größeren Feuchtgebieten in der Khowarib-Schlucht, in einer Flutfläche östlich von Sesfontein und am Unterlauf und Mündungsbereich stellt der Hoanib eine lineare Oase in der sonst wüstenhaften Umgebung dar und bietet damit die Lebensgrundlage für eine reichhaltige Tierwelt. Neben größeren Populationen zahlreicher Antilopenarten finden sich im Unterlauf des Hoanib auch eine größere Zahl von Wüstenelefanten (etwa 35 Individuen), Spitzmaulnashörner, Giraffen aber auch mehrere Löwenrudel sowie kleinere Raubtiere.

## Nutzung und Besiedlung
91 % des Einzugsgebiets befinden sich als Communal Land in Stammesverwaltung, der private Landbesitz mit 3 % verteilt sich auf 12 Farmen. 6 % des Einzugsgebietes liegen im Bereich des Skeleton Coast Parks. Die Einwohnerzahl wird auf etwa 9200 geschätzt. Siedlungsschwerpunkte sind Sesfontein sowie Warmquelle und Otjivasando. Die Landnutzung ist überwiegend pastoral. Zunehmend spielt in der Region aber auch der Individual- und Abenteuertourismus eine Rolle. Westlich von Sesfontein gehört das Hoanib-Tal zum Konzessionsgebiet von Desert Adventure Safaris. Der zunehmende Tourismus, aber auch der Weidedruck der lokalen Bevölkerung und die Begehrlichkeiten im Bergbau stellen zunehmend eine Bedrohung für das einmalige Ökosystem des Hoanib-Tals dar.